# Barmer Verschönerungsverein

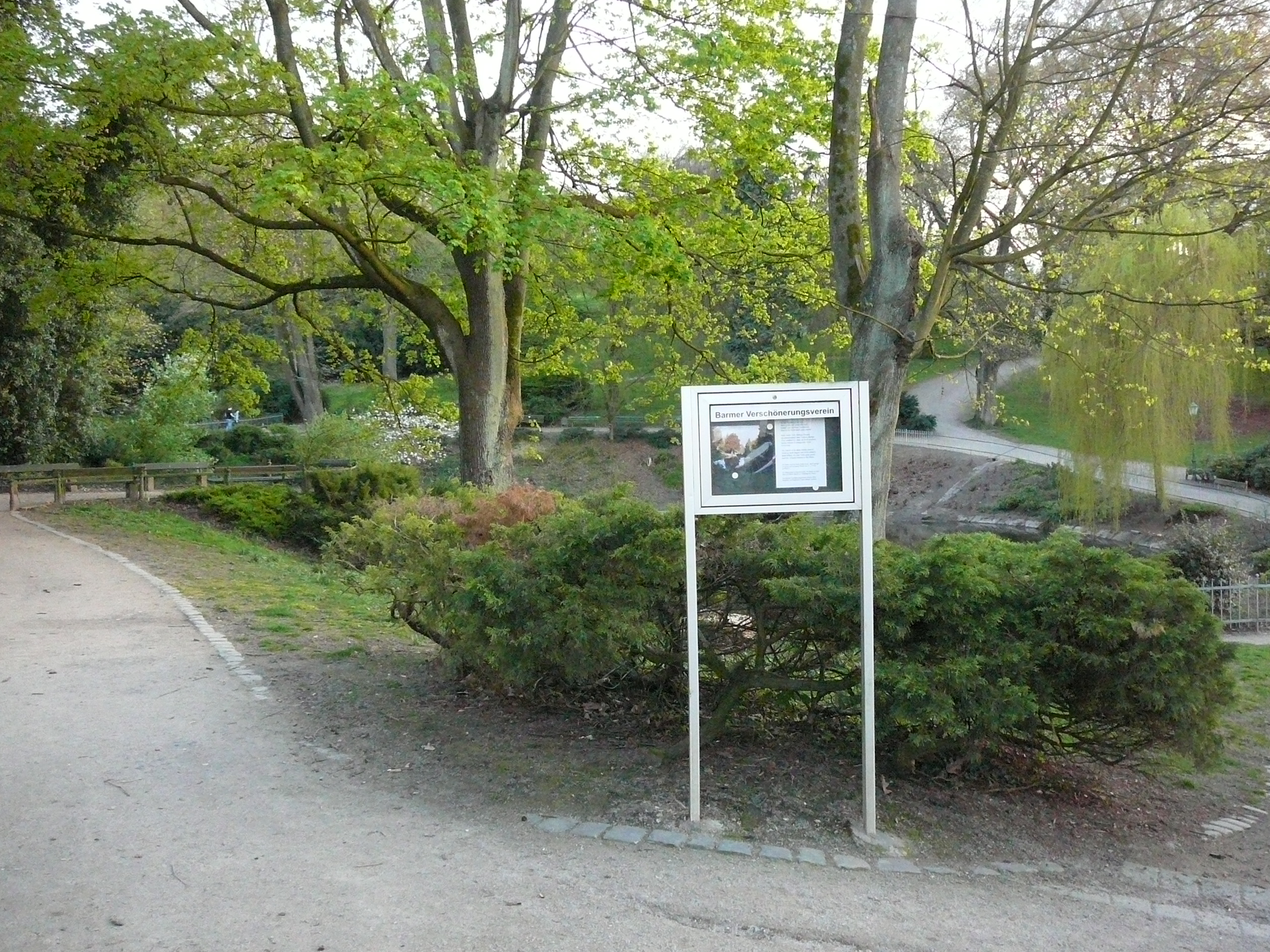
Hinweisschild zum Verein in den Barmer Anlagen

Der Barmer Verschönerungsverein ist ein 1864 gegründeter Verschönerungsverein der damals eigenständigen Stadt Barmen, heute Stadtteil von Wuppertal. Der Verein ist Eigentümer der 100 Hektar großen Barmer Anlagen, dem größten öffentlich zugänglichen Privatpark Deutschlands.

## Geschichte
Die Gründung erfolgte durch die Barmer Honoratioren Robert Barthels, Emil Blank, August Engels, Friedrich von Eynern, Johann Wilhelm Fischer, Friedrich Wilhelm Ostermann, Carl Theodor Rübel, Adolf Schlieper, Oskar Schuchard, Emil Wemhöner, Wilhelm Werlé und Karl Wolff. Werlé wurde zum ersten Vorsitzenden des Vereins gewählt.
Ziel des Vereins war die Schaffung von Erholungsräumen für die Bevölkerung der stark industrialisierten Großstadt. Dazu kaufte der Verein große Flächen in den Barmer Südhöhen an und beauftragte 1866 den Landschaftsarchitekten Joseph Clemens Weyhe mit der Gestaltung einer großen Parkanlage. Im Laufe der folgenden Jahre ließ der Verein im Park zahlreiche Gebäude, Denkmale und Kunstwerke wie beispielsweise das Barmer Planetarium, die Meierei Fischertal oder den Toelleturm errichten.
Heute steht dem Verein, der in enger Kooperation mit der Stadt Wuppertal zusammenarbeitet, Peter Prange vor.
Liste der Vorsitzenden:
- 1864–1880: Wilhelm Werlé (1804–1880)
- 1880–1899: Otto Schüller (1829–1899)
- 1899–1913: Robert Barthels (1836–1913)
- 1913–1931: Otto Budde (1868–1936)
- 1932–1945: Paul Neumann (1867–1958)
- 1945–1967: Wilhelm Vorwerk (1889–1967)
- 1967–1992: Ernst-Günter Plutte (1916–2005)
- 1992–2010: Dieter Jung (1936–2015)
- 2010–0000: Peter Prange